# توفند میچ
توفند میچ (انگلیسی: Hurricane Mitch) دومین توفند مرگبار اقیانوس اطلس (آتلانتیک) است که تاکنون به ثبت رسیده و بیش از ۱۱٬۰۰۰ قربانی را در آمریکای مرکزی در سال ۱۹۹۸ سبب شده‌است. از جمله تقریباً ۷۰۰۰ در هندوراس و ۳۸۰۰ در نیکاراگوئه به دلیل سیل فاجعه بار از حرکت آهسته طوفان است. این مرگبارترین طوفان تاریخ آمریکای مرکزی بود و از طوفان فیفی-اورلن فراتر رفت، که در سال ۱۹۷۴ تعداد کمی سبک‌تر از این در آنجا قربانی داشت.
این توفند سیزدهمین توفند نام‌گذاری شده، توفند نهم و سومین توفند بزرگ فصل توفند آتلانتیک سال ۱۹۹۸ بود. میچ در ۲۲ اکتبر در غرب دریای کارائیب شکل گرفت و پس از عبور از شرایط بسیار مطلوب، به سرعت تقویت شد تا در ردهٔ ۵ وضعیت؛ بالاترین امتیاز احتمالی در مقیاس سافیر سیمپسون، قرار گرفت. میچ پس از کشانده شدن به سمت جنوب غربی و ضعیف شدن، هندوراس را به عنوان یک توفند حداقل پیمود. در حرکت به سوی آمریکای مرکزی، در خلیج کامپچه میچ دوباره نیرو گرفت و بازسازی شد و در نهایت فلوریدا را در حد یک طوفان گرمسیری قوی هدف برخورد خود قرار داد. سپس پیش از پراکنده شدن در ۹ نوامبر، دوباره به صورت یک طوفان فوق قوی بسوی بخش شمال شرقی اقیانوس اطلس شمالی شتاب گرفت. در آن زمان، میچ نیرومندترین توفند آتلانتیک بود که در ماه اکتبر مشاهده شده بود؛ هرچند که از آن زمان تاکنون توفند ویلما در طوفان فصلی آتلانتیک ۲۰۰۵ از آن پیشی گرفته‌است. علاوه بر این، میچ هشتمین طوفان شدید آتلانتیک در ثبت توفندها است.
شناخته‌شده به‌عنوان «مرگبارترین طوفان آتلانتیک برای بیش از ۲۰۰ سال»، " توفند میچ وضعیت فاجعه‌آمیزی را در سرتاسر مسیر خود ایجاد کرد، اما فاجعه بارترین مورد مربوط به هندوراس بود که بیش از نیمی از کل مرگ‌ها را متحمل شد. رئیس جمهور هندوراس تخمین زد که میچ "۵۰ سال از توسعه اقتصادی را پس گرفت". طوفان حدود ۳۵۰۰۰ خانه را ویران کرد و به ۵۰٬۰۰۰ خانهٔ دیگر نیز آسیب دید و ۱٫۵ میلیون نفر را نیز بی‌خانمان کرد. این رقم حدود ۲۰٪ از جمعیت این کشور را در بر می‌گیرد. میچ به‌طور مستقیم ۲٫۰۰۵ میلیارد دلار خسارت وارد کرده‌است، و همچنین ۱٫۸ میلیارد دلار هزینه غیرمستقیم اضافی داشته‌است. بیشترین خسارت‌ها متوجه محصولات کشاورزی بود و میزان صادرات محصولات نقدی در سال ۱۹۹۹ با ۹٫۴ درصد کاهش یافت که بیشتر ناشی از توفند بود. بیش از ۷۰ درصد زیرساخت‌های ترابری؛ بیشتر بزرگراه‌ها و پل‌ها نیز آسیب دید. منطقه‌های گسترده‌ای قطع برق را تجربه کردند و حدود ۷۰ درصد کشور پس از توفند جریان آب را از دست دادند. در پایتخت، تگوسیگالپا، یک زمین‌لغزش بزرگ سه محله را تحت تأثیر قرار داد و یک سد موقتی تشکیل داد. سیلاب در این شهر ساختمان‌هایی را که بیش از ۳۵۰ سال قدمت داشتند، خراب کرد. در سراسر کشور، حداقل ۷۰۰۰ تلفات رخ داده‌است، از هر دپارتمان کشور تعداد گزارش شده‌است. به دنبال توفند، مقامات هندوراس درخواست کمک‌های بین‌المللی کردند که در طی چند مرحله در چندین سال رقم آن به ۲٫۸ میلیارد دلار رسید. با وجود این، تولید ناخالص داخلی از اواخر سال ۱۹۹۸ شروع به کاهش کرد و در سال ۱۹۹۹ به ۱٫۹ درصد رکود رسید. پس از توفند مقامات، اعلام یک حکومت نظامی گسترده‌ای را به تصویب رساندند و به مدت ۱۵ روز به‌طور موقت حقوق مشروطه را برای حفظ نظم محدود کردند. شیوع بیماری‌های مختلفی به‌وجود آمد و بسیاری از ساکنان با کمبود مواد غذایی و آب روبرو شدند.